# Frank Chodorov
Frank Chodorov (New York, 15 febbraio 1887 – 28 dicembre 1966) è stato un politologo e saggista statunitense, membro della Old Right (Vecchia destra), un gruppo di ideologi libertari che erano miniarchici, contro ogni politica estera interventista, anti-imperialisti, e successivamente, oppositori del New Deal.
Nel novembre del 1944, Chodorov fondò un mensile chiamato "Analysis", descritto come "una pubblicazione individualista - l'unica di questo tipo in America". , Dopo aver riscontrato un buon numero di abbonati, si unì al settimanale "Human Events" nel 1951.
Nel 1953, Chodorov fondò la "Intercollegiate Society of Individualists" (ISI), con William F. Buckley, Jr. nel ruolo di presidente. Negli anni successivi l'ISI divenne estremamente autorevole, come centro di grande autorevolezza delle pubblicazioni dei conservatori, e un ritrovo per gli intellettuali conservatori in America.